# Prosíčka (Havlíčkův Brod-i járás)
Prosíčka település Csehországban, a Havlíčkův Brod-i járásban. Prosíčka Hradec, Vlkanov, Světlá nad Sázavou, Pavlov, Číhošť és Kozlov településekkel határos. Lakosainak száma 151 fő (2024. január 1.).

## Népesség
A település lakosságának változását az alábbi diagram mutatja:
| Lakosok száma | 304  | 277  | 245  | 185  | 157  | 126  | 143  | 133  | 148  | 151  |
|               | 1869 | 1890 | 1921 | 1950 | 1980 | 2001 | 2017 | 2019 | 2022 | 2024 |